# 马传喜
马传喜（1963年4月—），男，汉族，安徽萧县人，中华人民共和国政治人物。现任安徽省政协副主席，民革中央常委、民革安徽省委主委，安徽农业大学常务副校长。